# Acufene
Un acufene o tinnito (dal greco ἀκούω, «udire», e φαίνομαι, «manifestarsi», tinnitus in latino), in medicina, è un disturbo uditivo costituito da rumori (come fischi, ronzii, fruscii, pulsazioni, ecc.) che l'orecchio percepisce come fastidiosi a tal punto da influire sulla qualità della vita del soggetto che ne è affetto.

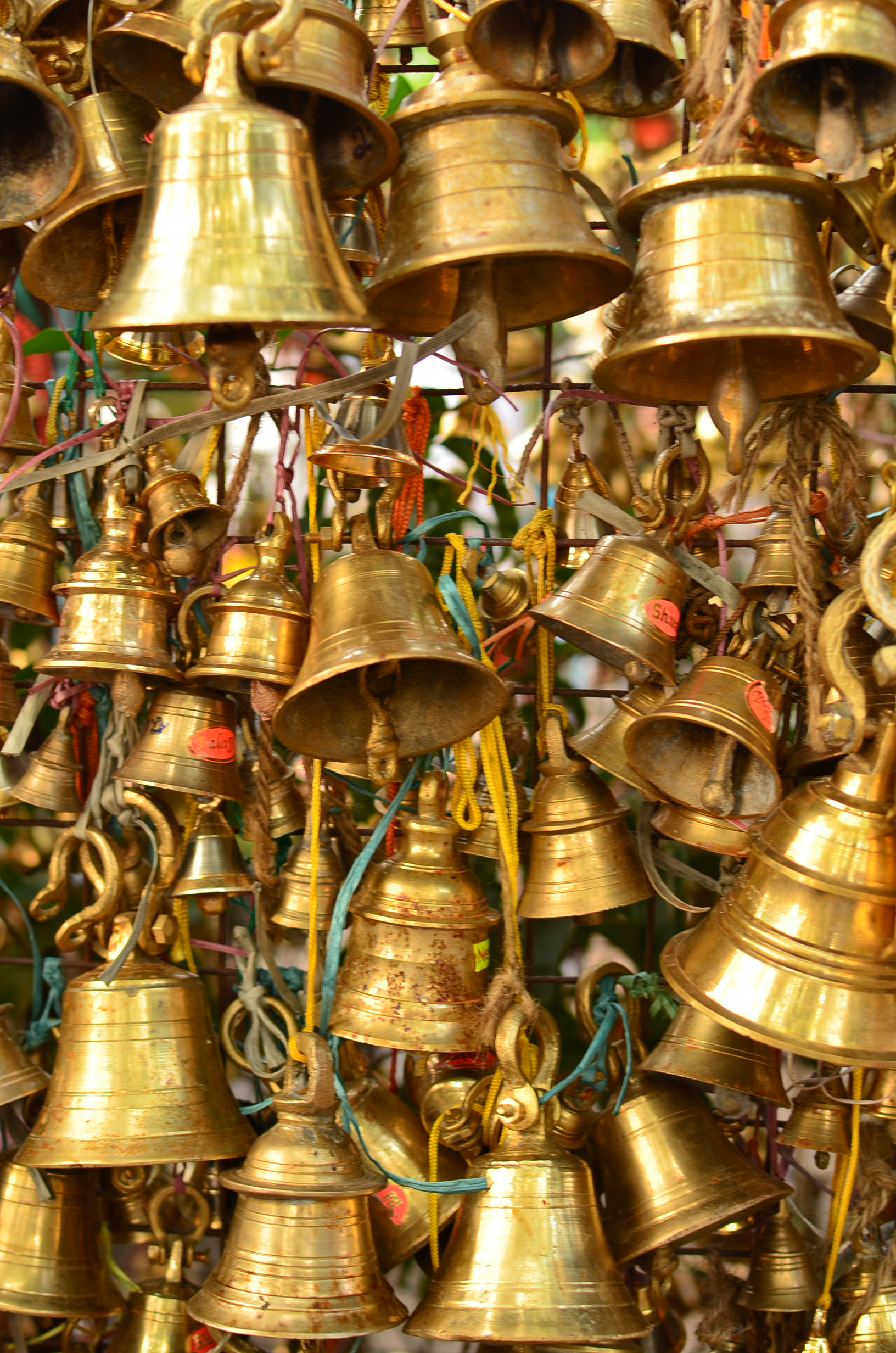
Il suono acuto di campanelli, sintomo ricorrente nei pazienti affetti da acufene

Esso non è classificabile come una malattia, ma è una condizione che può derivare da una vasta pluralità di cause. Tra di esse si possono includere: danni neurologici (ad esempio dovuti a sclerosi multipla), infezioni dell'orecchio, stress ossidativo, stress emotivo, presenza di corpi estranei nell'orecchio, allergie nasali che impediscono (o inducono) il drenaggio dei fluidi, accumulo di cerume, canalopatia e l'esposizione a suoni di elevato volume. La sospensione dell'assunzione di benzodiazepine può essere anch'essa una causa. L'acufene può essere un accompagnamento della perdita dell'udito neurosensoriale o una conseguenza della perdita dell'udito congenita, oppure può essere anche un effetto collaterale di alcuni farmaci (acufene ototossico).
L'acufene è solitamente un fenomeno soggettivo, tale da non poter essere misurato oggettivamente. La condizione è spesso valutata clinicamente su una semplice scala da "lieve" a "catastrofico" in base agli effetti che esso comporta, come ad esempio l'interferenza con il sonno e sulle normali attività quotidiane.
Se viene individuata una causa di fondo, il suo trattamento può portare a miglioramenti. In caso contrario, in genere si ricorre alla psicoterapia. Al 2022, non vi sono farmaci efficaci.

## Epidemiologia
La condizione è frequente, con una prevalenza che si attesta tra il circa 10 e il 15% delle persone, la cui maggioranza dimostra di tollerarla bene, dimostrandosi un problema significativo solo in circa il 2% degli individui.

## Definizione di acufene
La definizione più comune, basata sull'erronea convinzione che debba essere considerato acufene qualunque tipo di rumore proveniente dal nostro corpo (o comunque non proveniente dall'esterno), è origine di confusione e forse è uno dei motivi principali che impediscono di focalizzare le ricerche ai fini di una terapia, anche perché molto spesso la reale origine dell'acufene non viene indagata, mettendo così sullo stesso piano percezioni acustiche completamente diverse che in realtà non hanno assolutamente nulla in comune, come rumori assolutamente fisiologici e perfino le allucinazioni uditive (la percezione di voci, musiche, melodie o suoni organizzati), che con l'acufene non hanno nulla a che vedere.
La corretta definizione di acufene dovrebbe essere «percezione acustica non organizzata, non realmente prodotta da alcuna sorgente sonora, né all'interno né all'esterno del nostro corpo», proprio per distinguere questo fenomeno dai rumori prodotti fisiologicamente o a causa di condizioni patologiche all'interno del corpo stesso e dalle allucinazioni uditive. Questa definizione restrittiva di acufene presenta il vantaggio, dal punto di vista della gestione terapeutica del disturbo, di separare a monte i veri acufeni (che mancando di una sorgente sonora, non possono essere classificati come veri rumori) dai rumori veri e propri generati da una reale sorgente sonora all'interno del corpo, focalizzando la diagnosi sull'orecchio interno, o al limite sulla via uditiva.
Le percezioni sensoriali vengono elaborate dal cervello, che non è in grado di percepire direttamente suoni, luci o altri stimoli nella loro forma originaria, ma solo segnali bioelettrici derivati dalla conversione operata da specifici recettori che, nel caso dell'udito, sono le cellule ciliate dell'orecchio interno (nella coclea). Ogni acufene deve necessariamente essere un segnale bioelettrico che viene prodotto in qualche punto della via uditiva capace di produrlo; questi sono l'orecchio interno, il nervo acustico e le vie uditive centrali. Dalle possibili sedi di origine di un vero acufene viene così ad essere esclusa qualunque area del corpo al di fuori dell'apparato uditivo e, all'interno di questo, qualunque parte dell'orecchio situata a monte dell'orecchio interno sulla via uditiva.
Adottando questa definizione, sono quindi da escludere dalla definizione di acufene le percezioni del proprio battito cardiaco o del proprio respiro, i crepitii, gli scricchiolii, i soffi, le vibrazioni e tutti i rumori che riconducono a un'origine meccanica (in quanto realmente prodotti da una sorgente sonora), riservando l'inclusione nella definizione di acufene solo quei rumori che il corpo non può produrre in maniera continuativa, quali ronzii, fischi o sibili, indipendentemente dalla loro frequenza o dalla loro durata. Possono essere prodotti solo all'interno delle vie uditive neurosensoriali, la cui stazione di partenza è l'orecchio interno e la cui stazione di arrivo è la corteccia acustica cerebrale.

## Eziologia
L'origine esatta degli acufeni non è ancora ben determinata; probabilmente diversi meccanismi possono generare questo disturbo. In senso generale, un acufene può derivare da un danno permanente a carico delle cellule ciliate cocleari, da un danno permanente a carico del nervo acustico o delle vie nervose centrali. Al momento nessuno è mai riuscito a documentare con certezza la possibile origine cerebrale dell'acufene, nonostante molti studi l'abbiano ipotizzata, mentre questo sintomo è certamente stato confermato come producibile dall'orecchio interno.
Le ricerche sulle sostanze neuromodulatrici e neurotrasmettitrici (essenziali per la trasmissione degli stimoli dalle cellule sensoriali alle fibre nervose o da un neurone all'altro) hanno permesso di individuare con una certa precisione quali siano le sostanze coinvolte nell'attivazione della sensazione uditiva e quali siano le modificazioni a loro carico in alcune patologie uditive. È realisticamente ipotizzabile che alcuni tipi di acufene possano essere legati ad un'alterazione di tali sostanze a livello delle sinapsi uditive e pertanto siano definibili come acufeni sinaptici cocleari. In tali casi, un trattamento farmacologico specifico può essere preso in considerazione, anche se con la necessaria prudenza e cautela.
Molto spesso la compressione e distorsione delle cellule ciliate causa un eccesso dei liquidi cocleari (endolinfa e/o perilinfa) (così come avviene ad esempio nella sindrome di Menière), determinando in modo meccanico la stimolazione di cellule sane. L'identificazione di questa situazione, definita idrope cocleare è molto importante ai fini della possibilità di cura. Anche in assenza di fluttuazioni dell'intensità di un acufene, l'idrope cocleare provoca un eccesso di pressione e quindi la stimolazione delle cellule ciliate della coclea, inducendole a produrre un segnale bioelettrico non direttamente correlato alla fisiologica stimolazione dall'esterno. L'idrope sembra correlato ad un'ipersensibilità dell'orecchio nei confronti dell'ormone antidiuretico.

## Clinica

### Classificazione
Varie sono le classificazioni degli acufeni proposte dagli studiosi nell'arco di mezzo secolo. Alcuni distinguono gli acufeni in oggettivi e soggettivi:
- gli acufeni oggettivi sono molto rari e si presentano come suoni che si generano all'interno del corpo umano, come ad esempio quelli originati da un flusso vascolare particolare o da contrazioni muscolari. Con tecniche particolari, è possibile ascoltare dall'esterno il suono generato;
- gli acufeni soggettivi sono i più comuni e si individuano nei casi in cui il soggetto percepisce un suono che non è ascoltabile dall'esterno e che può essere provocato da farmaci come l'aspirina (acido acetilsalicilico), da alcuni antibiotici (amminoglicosidi), ma anche da alcol, caffeina e antidepressivi. Le cause che determinano l'insorgere dell'acufene soggettivo sono spesso oscure. Un trauma diretto all'orecchio interno può causare l'acufene, mentre altre cause apparenti, come disordini dentali e dell'articolazione temporo-mandibolare sono difficili da spiegare.

La ricerca recente ha proposto due categorie distinte di acufene soggettivo: l'acufene otico, causato dai disordini dell'orecchio interno o del nervo acustico, e l'acufene somatico, causato da disordini che non riguardano l'orecchio o il nervo, pur trovandosi all'interno della testa o del collo. Si ipotizza inoltre che l'acufene somatico possa essere dovuto a una diafonia con il cervello, come se certi nervi del collo e della testa entrassero nel cervello vicino alla regione coinvolta nell'udito.
La classificazione spesso proposta fra acufeni oggettivi e soggettivi in base alla possibilità di oggettivare (cioè di registrare direttamente con strumenti biomedici la presenza di acufeni) non appare sufficientemente realistica, in quanto ad oggi non esiste ancora, tranne che in rarissimi casi, tale possibilità.
Altri propongono, in quanto più rispondente alle differenti possibilità terapeutiche, la suddivisione degli acufeni in audiogeni (o endogeni) e non audiogeni (o esogeni); infatti, le moderne tecniche di valutazione della funzionalità uditiva permettono di rilevare anche minime alterazioni dell'apparato uditivo e di tracciare correlazioni attendibili con la presenza di acufeni.
- Gli acufeni audiogeni sono quelli ad alta probabilità di insorgenza da un danno o da una disfunzione dell'apparato uditivo a livello della chiocciola o delle vie nervose uditive. In questi casi, l'orecchio registra e trasmette rumori provenienti patologicamente dal proprio interno;
- Gli acufeni non audiogeni sono quelli che originano in patologie e disfunzioni situate al di fuori dell'apparato uditivo, in altri organi o apparati, come quello vascolare, muscolare o articolare, che vengono solo percepiti dall'orecchio come può fare un semplice microfono e quindi trasmessi al sistema nervoso.

In effetti anche alcuni acufeni provenienti dall'orecchio come quelli causati da presenza e movimento di secrezioni catarrali tra la tromba di Eustachio e la cassa timpanica dovrebbero essere considerati non audiogeni o esogeni in quanto la loro origine è al di fuori del complesso chiocciola-vie nervose uditive. In realtà se si limita la definizione di acufene a ciò che non è "vero rumore" questa classificazione diventa sostanzialmente inutile poiché è chiaro in tal caso che gli acufeni oggettivi e quelli non audiogeni non sono in realtà acufeni.

## Trattamento
Gli acufeni sono attualmente curabili in una percentuale elevata dei casi, anche se disporre di cure non vuol dire poter garantire la guarigione definitiva, essendo comunque possibili recidive come per molte patologie mediche non chirurgiche.
Oggi le principali risorse per la cura dei sintomi dell'acufene sono rappresentate dalle tecniche riabilitative (quali la Tinnitus Retraining Therapy, TRT), da trattamenti farmacologici mediante psicofarmaci e da trattamenti che mirano alla risoluzione dell'idrope cocleare, efficaci ovviamente solo quando questo sia il meccanismo all'origine dell'acufene (come è sospettabile in presenza di fluttuazioni evidenti di intensità o addirittura di fasi evidenti di remissioni anche spontanee), il che avviene in molti casi, permettendo di escludere a priori l'ipotesi di un danno permanente a carico di cellule e nervi quale sorgente dell'acufene stesso. 
Sono disponibili nuove metodiche ed apparecchiature in grado di registrare l'attività (emissioni otoacustiche) delle cellule sensoriali contenute nell'organo del Corti, frequente sede di origine degli acufeni, e di monitorare le modifiche temporali dell'attività di tali cellule anche in seguito a trattamento specifico. Le cellule ciliate emettono segnali sonori che tendono ad alterarsi, attenuandosi o enfatizzandosi, quando non sono più in perfetto stato di salute. La registrazione della mappa sonora emessa dalle cellule ciliate è effettuabile mediante apparecchiature computerizzate e costituisce pertanto il metodo più diretto di misura dello stato funzionale della coclea. Attraverso tali tecniche, integrate con altre moderne metodiche di indagine audiologica, è oggi possibile, per esempio, tentare l'individuazione dei disordini delle sinapsi uditive, le stazioni di collegamento tra la cellula acustica e il nervo uditivo, e indirizzare talvolta la diagnosi e la terapia verso il cosiddetto acufene sinaptico cocleare. Tale moderno approccio è seguito nel programma di trattamento degli acufeni anche mediante specifico supporto farmacologico, nei casi in cui vi sia una precisa indicazione.
Esistono segnalazioni scientifiche sui processi di deterioramento ossidativo e di rapido invecchiamento delle cellule uditive, proprio in quanto sede di metabolismo molto attivo; parallelamente, sono già disponibili dati scientifici sul benefico effetto di sostegno, esercitato sui tessuti uditivi danneggiati o disfunzionanti, da particolari sostanze antiossidanti ed anti-radicali liberi. L'aspetto farmacologico viene adeguatamente preso in considerazione nei protocolli medici specialistici ma il successo è sempre condizionato dal raggiungimento dell'obiettivo riabilitativo.

### Tinnitus Retraining Therapy (TRT)
È in atto anche un sostanziale miglioramento delle tecniche di trattamento riabilitativo dell'acufene su base neuro-psicologica e comportamentale senza necessità di supporto farmacologico. Tali progressi operativi sono legati sia alle attuali conoscenze sul coinvolgimento del sistema nervoso centrale nei processi di mantenimento e nell'evoluzione degli acufeni anche quando l'origine del disturbo è del tutto periferica sia all'individuazione nel sistema limbico del centro nevralgico che causa l'instaurarsi di complicanze neurovegetative, emozionali e comportamentali, concausa di stabilizzazione o aggravamento dell'acufene.
L'individuo affetto da acufene può trovare sollievo dall'arricchimento sonoro ambientale, grazie al quale può distrarre il cervello dall'ascolto dell'acufene. Esiste una combinazione di arricchimento sonoro e psicoterapia cognitiva, nota come "terapia TRT" (dall'inglese Tinnitus Retraining Therapy), terapia di riabilitazione dall'acufene: anche se non cura realmente la causa sottostante, molte persone segnalano che, grazie alla TRT, l'acufene diventa molto meno fastidioso e più facile da ignorare.
È possibile mettere a punto e personalizzare protocolli riabilitativi rivolti a modificare attivamente la reazione del soggetto alla presenza di acufeni e a ridurre l'intensità del disturbo, aumentandone la tollerabilità anche mediante l'ausilio di dispositivi acustici quali micromiscelatori o sorgenti di suoni naturali. La TRT costituisce, se condotta da personale riabilitativo specializzato ed integrata con altre terapie riabilitative, la metodica base di tale intervento e uno dei punti cruciali dei programmi di trattamento degli acufeni, da cui può dipendere il successo dell'intero programma di cura.
La TRT richiede un periodo di 12-18 mesi per il suo pieno svolgimento e l'arricchimento sonoro può essere effettuato con generatori sonori ambientali, personali o con particolari apparecchi acustici in caso di perdita dell'udito anche lieve (COMBI).
La TRT è oggi la terapia del sintomo più nota e più diffusa in quanto "funziona" in quasi tutte le forme di acufene e può essere abbinata con successo ad altre terapie causali. Richiede circa 3 mesi per sviluppare un beneficio significativo e circa 18 mesi per stabilizzare i benefici; può essere utilizzata anche in caso di ipoacusia utilizzando apparecchi acustici di tipo COMBI.

### Tecniche neuromodulatorie
Questi metodi si concentrano sulla modulazione dell'attività cerebrale associata all'acufene. Agiscono stimolando o inibendo specifiche aree cerebrali, spesso iperattive nei pazienti affetti da questa condizione. Ciò può contribuire a ridurre l'eccessiva eccitazione cerebrale responsabile del suono percepito come acufene.
La neuromodulazione bimodale è una procedura innovativa che mira a modificare in modo permanente le aree uditive del cervello. Questa tecnica si basa sulla somministrazione simultanea di stimoli sensoriali uditivi e linguali, che vengono proiettati sulle aree uditive cerebrali. Grazie ai meccanismi di plasticità neuronale, si ottiene un'attenuazione duratura dell'acufene. Nel 2023, la Food and Drug Administration (FDA) statunitense ha approvato un trattamento non invasivo per l'acufene chiamato Lenire, un dispositivo di neuromodulazione bimodale. Il trattamento è stato autorizzato anche in Italia e in diversi altri Paesi europei. La sua efficacia è stata dimostrata in numerosi studi clinici su larga scala, incluso un recente studio clinico controllato, a braccio singolo e multisito.

### Trattamenti sull'ormone antidiuretico e sull'idrope
Il ruolo dell'ormone antidiuretico quale principale regolatore dei fluidi dell'orecchio interno è ormai noto e accettato. Nell'orecchio interno ci sono recettori specifici per quest'ormone. L'interazione tra l'ormone e i suoi recettori determinerebbe una modifica del calibro delle acquaporine. Alcune ricerche avrebbero confermato che un'eccessiva sensibilità dell'orecchio interno all'azione di questo ormone porterebbe allo sviluppo dell'idrope cocleare, possibile causa di acufeni, e unico meccanismo attualmente in grado di spiegare acufeni fluttuanti, variabili o incostanti. Pur non essendo ancora noto il modo di modificare questa eccessiva sensibilità, è comunque possibile interrompere il meccanismo agendo sul rilascio in circolo dell'ormone antidiuretico o sulla sua interazione con l'orecchio interno.
La soluzione ideale, già studiata a livello sperimentale da molti ricercatori, sarebbe probabilmente rappresentata dagli antagonisti recettoriali specifici dell'ormone antidiuretico, quali il tolvaptan (che al momento non può essere proposto quale terapia, sia per il costo proibitivo, sia per l'uso strettamente limitato ad alcune patologie).
Ciononostante è comunque possibile intervenire sull'ormone antidiuretico e quindi sull'idrope cocleare e quindi sull'acufene con altri metodi quali il carico idrico (bere molta acqua, principale inibitore naturale dell'ormone antidiuretico), o il rispetto, almeno nelle fasi acute, di una precisa dieta alimentare con effetti diuretici, in grado di rendere disponibile l'acqua assunta ai fini dell'inibizione dell'ormone, o l'uso occasionale di diuretici osmotici quali il mannitolo, o ancora l'uso di brevi cicli di corticosteroidi glucocorticoidi (regolatori delle acquaporine, anche a livello dell'orecchio interno e quindi inibitori dell'azione dell'ormone antidiuretico).
Lo stress è uno dei principali stimoli al rilascio dell'ormone antidiuretico ed è quindi importante anche il controllo di questo fattore di stimolo. Le sole terapie psicologiche sono generalmente però insufficienti poiché lo stress in grado di stimolare il rilascio in circolo dell'ormone antidiuretico non è solo lo stress psicologico, ma anche quello determinato dalle variazioni climatiche o di pressione atmosferica o, da altre patologie concomitanti o eventi patologici o interventi chirurgici o traumi o dalle variazioni ormonali proprie del ciclo mestruale. Si rende quindi spesso necessario l'impiego per brevi periodi di farmaci in grado di agire sui neurotrasmettitori, dando la preferenza a protocolli già ampiamente collaudati in psichiatra e neurologia, quali ad esempio quelli per la gestione degli attacchi di panico, privi di effetti collaterali significativi o di assuefazione o di dipendenza, se si adottano schemi di somministrazione a basso dosaggio e progressivi, con lenta e graduale riduzione dopo qualche mese. In tal modo si viene ad agire a più livelli sul rilascio dell'ormone antidiuretico o sulla sua azione a livello dell'orecchio interno, interrompendo il circolo vizioso che sostiene l'idrope cocleare e le possibili recidive dei sintomi. Le singole componenti terapeutiche però spesso non offrono altrettanta efficacia. L'inibizione del rilascio dell'ormone e/o della sua azione a livello dell'orecchio interno richiedono generalmente un'azione sinergica e contemporanea delle varie metodiche utilizzabili.
L'idrope cocleare può essere in parte controllato anche a livello meccanico, creando una contropressione che faciliti il deflusso dei liquidi bloccati nell'orecchio interno. Questo può essere ottenuto con sedute di terapia iperbarica o in modo molto più semplice (ma spesso insufficiente) con l'autoinsufflazione di aria nell'orecchio medio, in grado indirettamente di creare una contropressione nell'orecchio interno, per la quale esistono in commercio specifici dispositivi economici e di facile uso. La sola terapia pressoria, pur essendo utile a complemento delle terapie sopraindicate, è però raramente sufficiente.

### Cure inefficaci
È difficile districarsi tra le terapie proposte per gli acufeni poiché numerosi lavori scientifici confermano l'efficacia di altrettante terapie, nonostante sia impossibile che alcune di esse abbiano realmente effetto, mancando ogni presupposto basato su anatomia e fisiologia per giustificare il loro funzionamento o la causa sottostante che avrebbe dato origine all'acufene. Anche considerando che, per le implicazioni psicologiche che l'acufene comporta e per l'indiscusso ruolo dello stress nell'aggravare la percezione dell'acufene, il ruolo di un possibile effetto placebo non va mai dimenticato. I veri studi in doppio cieco in tal senso sono davvero pochi.
Oggi è possibile trovare numerose cure pubblicizzate come efficaci ma che non trovano ancora riscontri scientifici definitivi:
- Laser per acufeni (soft laser): pubblicizzato come strumento in grado di favorire la rigenerazione cellulare delle cellule ciliate cocleari. Questo è biologicamente impossibile poiché le cellule ciliate cocleari non sono in grado di rigenerarsi dopo un danno essendo cellule perenni.
- Vasodilatatori e fluidificanti del sangue: qualora realmente fossero venuti a mancare sangue e ossigeno alle cellule ciliate cocleari, dopo appena 4-7 minuti queste avrebbero un danno permanente, con conseguente necrosi e morte definitiva. La successiva reintegrazione di sangue e ossigeno non potrebbe mai rigenerare cellule ormai morte.
- Vitamine o additivi nutrizionali: non svolgono alcun ruolo documentato nel meccanismo di formazione degli acufeni.
- Terapie per il rachide cervicale: una relazione tra la cervicale e l'acufene, non è mai stata ancora dimostrata, seppure siano in corso studi in soggetti che lamentano un acufene variabile in base alla posizione del collo[12].

Molte terapie propagandate come soluzione per l'acufene non sono state sperimentate su esseri umani o sono state diffuse anche solo basandosi sul fatto che gli animali da laboratorio mostravano comportamenti tali da far intuire che l'acufene sperimentalmente indotto (senza alcuna prova che ci fosse davvero) fosse scomparso.

### Prognosi
Laddove non regrediscano entro i primi mesi dalla loro insorgenza, vi è la possibilità che gli acufeni, se non trattati con una terapia adeguata, persistano negli anni successivi, divenendo cronici a tutti gli effetti, sebbene molte persone riferiscano ancora l'incostanza del disturbo anche dopo anni dal suo esordio e frequenti sono le remissioni spontanee o comunque lunghe fasi di assenza dell'acufene anche dopo anni.
Questo disturbo, solo apparentemente banale, può però a volte creare un vero e proprio stato invalidante, coinvolgendo l'assetto psicologico ed emozionale del malato, la sua vita sociale, il ritmo sonno-veglia, le attitudini lavorative, il livello di attenzione e concentrazione, inducendo o molto più spesso potenziando stati ansioso-depressivi preesistenti, interferendo pertanto sulla qualità della vita.